# アマティ
アマティ（Amati）は、およそ1550年から1740年の間、イタリア北西部のクレモナで活躍したヴァイオリンの製作者一族である。
- アンドレア・アマティ（Andrea Amati、1505年頃 - 1580年以前）は、アマティ一族の初代のヴァイオリン製作者。1526年の戸口調査で弟のジョバンニ・アントニオ（Giovanni Antonio）とともにジョバンニ・レオナルド・ダ・マルティネンゴ（Giovanni Leonardo da Martinengo）の徒弟として生活している。
- アントニオ・アマティ（Antonio Amati、1538年? - 1595年）は、アンドレアの息子。
- ジローラモ・アマティ（Girolamo Amati、1561年? - 1630年11月2日）は、アンドレアの息子、アントニオの弟。アントニオ・ジローラモ兄弟は、長年にわたって共同で工房を経営した。
- ニコロ・アマティ（Nicola Amati、1596年12月3日 - 1683年4月12日）は、ジローラモの息子。
- ジローラモ・（ヒエロニムス）・アマティ（Girolamo Hieronymus Amati、1649年2月26日 - 1740年2月21日）は、ニコラの息子、アンドレアの曾孫になる。